# 烏茲那 (彬牙)
烏茲那（發音：[ʔṵzənà]），舊譯烏者那，是緬甸彬牙王國君主，1325年至1340年間在位。烏茲那是前任國王底哈都的養子，親生父母是蒲甘王國國王覺蘇瓦與蒲甘公主彌修烏。

## 生平

### 早年
烏茲那被養父底哈都立為王儲，底哈都以蒲甘王國的繼承者自居，底哈都還娶了烏茲那的母親彌修烏為王后。此外，底哈都以自己與彌修烏的兒子覺蘇瓦為賓里總督。
底哈都的庶長子蘇雲對此非常不滿，於1315年率眾前往實皆建立根據地。1316年，烏茲那受命往征實皆，被蘇雲擊退。1317年至1318年，烏茲那與覺蘇瓦奉命平定了東敦枝與東吁的叛亂。1325年，底哈都崩逝，彬牙王國與實皆王國正式分裂。

### 統治
1325年，烏茲那即位為王。此時，烏茲那的彬牙王國統治上緬甸的東南部分，控制了三個主要灌溉地區中的兩個，皎施與敏巫；蘇雲的實皆王國則統治西北部分，控制了穆河灌溉地區。然而，烏茲那的主要對手不是實皆王國的蘇雲，而是同母異父的弟弟賓里總督覺蘇瓦。覺蘇瓦在賓里擁兵自重，獨攬大權。覺蘇瓦曾派出刺客試圖刺殺蘇雲。
烏茲那與覺蘇瓦的對立削弱了彬牙王國的實力，南方諸侯已形同獨立。1325年東吁總督被臣子篡位，1330年勃固王朝入侵卑謬，1334年阿臘干入侵德耶謬，彬牙王國中央皆不曾派兵相助。
後來，覺蘇瓦獲得了五頭稀有的白象，烏茲那向他多次索取，均被拒絕。烏茲那決定退位，1340年，他在米加耶的寺院出家，將彬牙王國交由敏象總督悉都攝政。1344年，悉都交權，覺蘇瓦登基為王。烏茲那在寺院度過餘生，逝世於1356年，享年58歲。